# Taketsugu Asazaka
Taketsugu Asazaka (japanisch 浅坂 武次, Asazaka Taketsugu;* 24. Juli 1930) ist ein ehemaliger japanischer Eisschnellläufer.
Asazaka kam bei der Mehrkampf-Weltmeisterschaft 1954 in Sapporo auf den neunten Platz und bei der Mehrkampf-Weltmeisterschaft 1955 in Moskau auf den 27. Rang im Großen Vierkampf. In seiner letzten internationalen Saison 1955/56 belegte er bei den Olympischen Winterspielen 1956 in Cortina d’Ampezzo den 28. Platz über 5000 m, den 22. Rang über 500 m sowie den 21. Platz über 1500 m und bei der Mehrkampf-Weltmeisterschaft 1956 in Oslo den 29. Platz im Großen Vierkampf. Sein bestes Ergebnis bei japanischen Mehrkampfmeisterschaften erreichte er im Jahr 1952 mit dem dritten Platz.

## Persönliche Bestleistungen
| Disziplin | Zeit        | Datum            | Ort         |
| --------- | ----------- | ---------------- | ----------- |
| 500 m     | 43,1 s      | 28. Januar 1956  | Misurinasee |
| 1000 m    | 1:31,5 min  | 3. Februar 1956  | Wien        |
| 1500 m    | 2:15,4 min  | 30. Januar 1956  | Misurinasee |
| 3000 m    | 4:59,7 min  | 15. Februar 1956 | Arvika      |
| 5000 m    | 8:23,6 min  | 29. Januar 1956  | Misurinasee |
| 10.000 m  | 17:14,5 min | 21. Januar 1956  | Davos       |